# 이현호 (배우)
이현호(1978년 11월 9일 ~ )는 대한민국의 배우이다.

## 학력
- 연세대학교

## 출연작

### 영화
- 《루비》 (2020년) - 과학자 역
- 《로마서 8:37》 (2017년) - 안기섭 역
- 《조류인간》 (2015년) - 한약방남자 역
- 《배우는 배우다》 (2013년) - 뫼비우스 조감독 역
- 《러시안 소설》 (2013년) - 수영 역
- 《페어 러브》 (2010년) - 재형 역
- 《달링》 (2005년) - 남자 역
- 《좋은 배우》 (2005년)

### 드라마
- 《영혼수선공》 (2020년, KBS2)
- 《더 킹 : 영원의 군주》 (2020년, SBS)
- 《이리와 안아줘》 (2018년, MBC)

### 연극
- 《불령선인》
- 《왕과 나》
- 《장석조네 사람들》
- 《죽어도 가족》
- 《오늘의 책은 어디로 사라졌을까?》
- 《타인의 고통》
- 《꿈의 연극》
- 《누가 대한민국 20대를 구원할 것인가?》
- 《체크메이트》
- 《드림 스튜디오》
- 《유령을 기다리며》
- 《모나리자》
- 《기다리다》
- 《샹그릴라의 시계공》